# 硬毛无心菜
硬毛无心菜（学名：Arenaria barbata var. hirsutissima）为石竹科无心菜属下的一个变种。分布于中国云南西北部。